# Leśny pas ochronny GOP

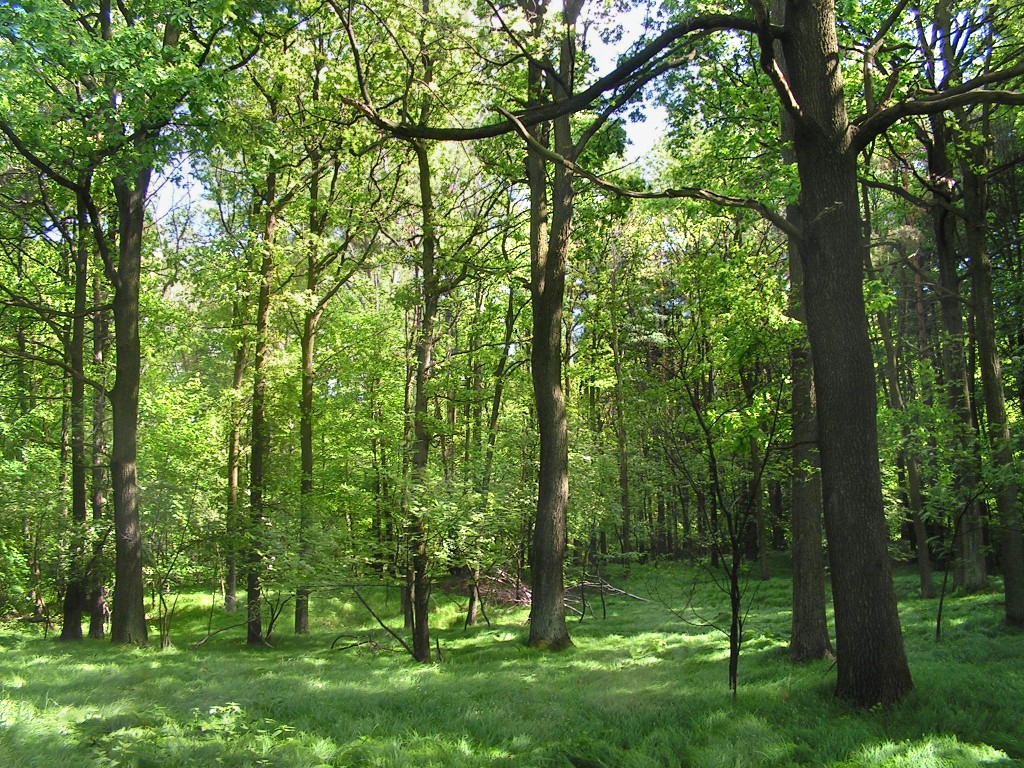
Rezerwat przyrody Las Murckowski

Leśny pas ochronny GOP – określenie pasma leśnego otaczającego Górnośląski Okręg Przemysłowy.
Pasmo leśne ciągnie się od północy GOP-u, od górnej części powiatu gliwickiego, biegnie wzdłuż powiatu tarnogórskiego i nad powiatem będzińskim. W okolicach Zawiercia zwęża się i zakręca na południe (wschodnia część GOP-u), wąskim pasem wzdłuż Jaworzna biegnie  do okolic Oświęcimia. W okolicach Oświęcimia zakręca na zachód (południowa część GOP-u), ciągnie się szerokim pasmem wzdłuż powiatu bieruńsko-lędzińskiego, pod Tychami i powiatem mikołowskim do miasta Czerwionka-Leszczyny. W tych okolicach zakręca na północ (zachodnia część GOP-u) i ciągnie się dalej na północ wzdłuż powiatu gliwickiego. Leśny pas ochronny GOP w okolicach Gliwic i Tarnowskich Gór jest częścią Lasów Lublinieckich.
Wiele miast GOP-u jest otoczona przez lasy z wielu stron. Część z nich ma również lasy w samych granicach administracyjnych. Do miast obejmujących znaczną część lasów należą m.in.: Miasteczko Śląskie, Tychy, Łaziska Górne, Czerwionka-Leszczyny oraz Katowice. Lasy w Katowicach obejmują 1,7% wszystkich lasów w województwie czyniąc Katowice najbardziej zalesionym miastem województwa śląskiego.
W ramach leśnego Pasa Ochronnego GOP występują parki i rezerwaty przyrody:
- Park Krajobrazowy Orlich Gniazd (na północno-wschodniej części GOP)
- Tenczyński Park Krajobrazowy (na wschodniej części GOP)
- Park Krajobrazowy Cysterskie Kompozycje Krajobrazowe Rud Wielkich (na południowo-zachodniej części GOP)
- Katowicki Park Leśny (w południowej części GOP-u, w granicach Katowic)
- Zespół przyrodniczo-krajobrazowy „Uroczysko Buczyna” (pomiędzy Rudą Śląską, Chorzowem i Katowicami)
- Rezerwat przyrody Las Murckowski (w południowej części GOP-u, w granicach Katowic)
- Rezerwat przyrody Ochojec (w południowej części GOP-u, w granicach Katowic)

W latach PRL, kiedy powstał Pas Ochronny GOP wiele zakładów pracy budowało zakładowe ośrodki rekreacyjno-wypoczynkowe, często nad zbiornikami wodnymi i stawami. Jednym z najpopularniejszych był ośrodek Starganiec utworzony przez hutę „Baildon” położony przy granicy Katowic z Mikołowem.